# Service fédéral des statistiques de l'État russe
Le Service fédéral des statistiques de l'État russe (en russe : Федеральная служба государственной статистики, Federal'naya sluzhba gosudarstvennoi statistiki), également connu sous le nom de Rosstat, est l'agence publique de statistique en Russie.

## Histoire
Le Goskomstat (russe : Государственный комитет по статистике, Gosudarstvennyi komitet po statistike) était l'agence centralisée chargée des statistiques en Union soviétique. Le Goskomstat a été créé en 1987 pour remplacer l'Administration centrale des statistiques, tout en conservant les mêmes fonctions de base pour la collecte, l'analyse, la publication et la communication des statistiques nationales, y compris les statistiques économiques, sociales et démographiques. Ce changement de nom équivalait à une rétrogradation formelle du statut de l'agence[pas clair].
En plus de superviser la collecte et l'évaluation des statistiques de l'État, Goskomstat (et ses prédécesseurs) était responsable de la planification et de la mise en œuvre des recensements de la population et du logement. Il a mené à bien sept recensements de ce genre en 1926, 1937, 1939, 1959, 1970, 1980 et 1989.
L'immeuble no 39, sur Ulitsa Myasnitskaya à Moscou est le Tsentrosoyuz, qui abrite Goskomstat, et a été conçu par l'architecte suisse, Le Corbusier.
Le Service fédéral des statistiques de l’État russe est le successeur du Goskomstat.